# أليس جبلي
الأليس الجبلي نوع نباتي حولي يتبع جنس الأليس من الفصيلة الصليبية.

## البيئة والانتشار
موطنه أوروبا. يوجد في معظم بلدان أوروبا باستثناء البلدان الإسكندنافية.